# 柯氏蟹守螺
柯氏蟹守螺（学名：Rhinoclavis kochi），是中腹足目蟹守螺科銼棒螺屬的一种。主要分布于印度尼西亚、韩国、中国大陆、台湾，常栖息在浅海到中等深度海域处。